# Беларуская зарніца
Беларуская зарніца — церковно-громадський часопис. Видавався з 1 вересня 1928 до 1 травня 1929 року у Вільнюсі білоруською мовою раз у 2 тижні. Редактор — видавець О. Ковш.
Ставив собі за мету подолати відчуження православної церкви Білорусі від національно-визвольних прагнень білоруського народу, його відродження. Проблеми православної церкви, християнського віровчення осмислював в громадському, історичному та загально-християнському аспектах.
Багато уваги приділяв тодішньому стану християнства, відносин між церквою і державою, духовенством та парафіянами. Писав про релігійне виховання молоді та ін.
3 метою розвитку національної самосвідомості, розширення освіти серед віруючих часопис друкував матеріали про початок християнства в Білорусі, церковні братства, Статут ВКЛ 1588, Брестську церковну унію 1596, розміщувалися статті про Маломожейковську та П'ятницку церкви, лист канцлера ВКЛ Сапеги до Рогволода архієпископа Кунцевича, промова митрополита Кониського про стан віри в Білорусі. Висвітлював питання кооперації, білоруської освіти (публікації про Віленську білоруський гімназію, Товариство білоруської школи), інформував про суд над білоруськими політичними партіями і організаціями, в т. ч . над Білоруського селянсько-робочої світом, та ін. На сторінках журналу можна було побачити «Білоруський релігійний гімн», етюд «3 історії білоруського культури», дані про народи Білорусі, твори Я. Купали, Я. Коласа, М. Богдановича, М. Горецького, К. Буйле. Часопис робив огляди преси, вів полеміку. Мав постійні рубрики «Хроніка», «Шкільні справи», «Господарські поради».
Вийшло 13 номерів.